# It’s a Beautiful Day
It’s a Beautiful Day – amerykańska grupa wykonująca psychodeliczny z elementami folk rocka i acid rocka, założona w 1967 roku w San Francisco przez małżeństwo Davida LaFlamme oraz Lindy LaFlamme, blisko związana z ruchem hippisowskim.
Choć grupa It’s a Beautiful Day nie osiągnęła większego sukcesu komercyjnego w latach swojej działalności, dziś jest postrzegana jako ważny ferment artystyczny tzw. „lata miłości” (summer of love). Niektórzy krytycy muzyczni są zdania, że najsłynniejszy utwór grupy, White Bird, jest jednym z nieoficjalnych hymnów pokolenia „dzieci kwiatów”.
Menadżerem grupy był Matthew Katz, który pracował również z zespołami takimi jak Jefferson Airplane czy Moby Grape.

## Twórczość
Dwa pierwsze albumy grupy, It’s a Beautiful Day z 1969 roku oraz Marrying Maiden z 1970 roku, łączą strukturę rocka psychodelicznego z elementami folku, rozbudowując tę formułę o długie, skomplikowane improwizacje instrumentalne, a nawet fragmenty zapisów z jam sessions. 
Dwie kolejne płyty zawierają muzykę wyraźnie prostszą w odbiorze, a przy tym ostrzejszą i bardziej dynamiczną. Choice Quality Stuff/Anytime z 1971 roku to połączenie klasycznego rock and rolla z pewnymi elementami acid rocka. It’s a Beautiful Day... Today z 1973 roku okazał się ostatnim albumem studyjnym grupy. Bazuje on na blues rockowym brzmieniu, który momentami przechodzi w hard rock. 

## Dyskografia
- 1969: It’s a Beautiful Day
- 1970: Marrying Maiden
- 1971: Choice Quality Stuff/Anytime
- 1973: It’s a Beautiful Day... Today